# Ghiacciaio Childs
Il ghiacciaio Childs (in lingua inglese: Childs Glacier) è un ghiacciaio antartico, che fluisce in direzione nordest a partire dalla Roderick Valley, per andare a confluire nel Foundation Ice Stream del Neptune Range, che fa parte dei Monti Pensacola in Antartide. 
Il ghiacciaio è stato mappato dallo United States Geological Survey (USGS) sulla base di rilevazioni e foto aeree scattate dalla U.S. Navy nel periodo 1956-66.
La denominazione è stata assegnata dall'Advisory Committee on Antarctic Names (US-ACAN) in onore di John H. Childs, costruttore edile presso la stazione Ellsworth durante l'inverno 1958.